# Regionalisme (politiek)
Regionalisme is het streven naar politieke en culturele autonomie op regionaal niveau, zonder dat een volledig separatisme wordt nagestreefd. Regionalisme wordt door de betrokkenen zelf veelal gezien als een terugkeer naar oudere (proto-)nationale tradities, maar is in feite een reactie op de groeiende interdependenties, die over de landsgrenzen heenreiken. Bij deze internationalisering worden functies en taken overgenomen van nationale overheden, die daarmee aan invloed verliezen.

## Regionalisme t.o.v. andere ideologieën en staatsopvattingen

### Regionalisme t.o.v. confederalisme
Regionalisme heeft veel gemeen met confederalisme, maar wil de gebiedsdelen waaruit de confederatie zal bestaan bewust klein houden, om zo het gevoerde beleid zo dicht mogelijk bij de mensen te laten staan. Confederalisme kan ook plaats hebben tussen grote gebieden, regionalisme streeft dit bewust niet na.

### Regionalisme t.o.v. nationalisme
Regionalisme is lange tijd een onbetekenende politieke ideologie geweest, en vaak zaten regionalisten in nationalistische groeperingen of zijn daaruit voortgekomen. Zo ontstond de Vlaamse partij spirit uit de Volksunie. Regionalisme onderscheidt zich echter van nationalisme, doordat er geen volkskundige onderbouw noodzakelijk is om het bestaan van een regio te claimen. Voor een regionalist zijn culturele of historische verschillen voldoende. Regionalisme is dan een vorm van cultuurnationalisme. Ook uiteenlopende economische belangen kunnen de aanzet geven tot regionalisme. Etnisch verschillen de inwoners van Beieren en Thüringers niet van elkaar. Een regionalist zal het bestaan van beide regio's verdedigen, een nationalist niet altijd.

### Regionalisme t.o.v. liberalisme
Het liberalisme, dat voortkwam uit het 18e-eeuwse rationalisme en de Franse Revolutie, introduceerde overal waar ze de macht kreeg een sterk centraal bestuur. De Franse provincies, met hun traditionele natuurlijke grenzen, werden vervangen door mathematisch op de landkaart uitgetekende departementen. Deze lagere bestuurseenheden moesten ieder ongeveer evenveel inwoners tellen. Iets dergelijks gebeurde later in de Zuidelijke en de Noordelijke Nederlanden. Het beginsel van de eenheid van rechtspraak was het meest gediend bij uniformiteit van regelgeving vanuit de hoofdstad.
Het liberalisme, dat streeft naar een zo groot mogelijke econonomische markt, staat in principe lijnrecht tegenover het regionalisme. In een federale of confederale staatsvorm, mits met een eengemaakte markt, valt regionalisme wel te combineren met het liberalisme. Professor Boudewijn Bouckaert, voorheen van de VLD, omschrijft deze vorm van regionalisme als 'competitief federalisme'. Hierbij creëren de regio's als onderling competitieve gebieden ieder een optimaal raamwerk wat betreft wetgeving en beleid. In deze, federale vorm is regionalisme een compromis tussen globalisering en antiglobalisme. 

### Regionalisme en socialisme/marxisme
Het klassieke marxisme en socialisme waren internationalistisch ingesteld, maar aangezien, volgens de marxisten, globalisering wordt gedomineerd door het grootkapitaal, is het regionalisme een steeds linksere koers gaan varen.

## Regionalisme in de praktijk
- Europa: regelmatig duikt het beeld op van het Europa van de regio's. Zo heeft de Nederlandse zakenman Freddy Heineken meermaals dit model verdedigd (zie Eurotopia).
- Vlaanderen: Na het uiteenvallen van de Volksunie, ontstond spirit als regionalistische Vlaams links-liberale partij, naast de Vlaams-nationalistische N-VA.
- Verenigd Koninkrijk: onder het beleid van Tony Blair werd het Verenigd Koninkrijk omgevormd van een sterk unitaire staat tot een gedecentraliseerde staat in wat heet devolution
- Spanje: Spanje kende een sterke regionalisatie na de opheffing van de dictatuur van Franco en de Falangisten en het invoeren van een nieuwe grondwet in 1978. Het regionalisme is er het sterkst in regio's met een meer afwijkende identiteit van de dominante Castiliaanse cultuur: het Baskenland en Catalonië.